# Contea di Spokane
La contea di Spokane (in inglese Spokane County) è una contea dello Stato di Washington, negli Stati Uniti. La popolazione al censimento del 2010 era di 417 939 abitanti. Il capoluogo di contea è Spokane.

## Geografia fisica
La contea si trova in posizione centrale nella parte orientale della contea, al confine con l'Idaho. Si colloca a est della Catena delle Cascate e sui versanti ovest dei monti Coeur d'Alene. Il fiume Spokane forma una valle da est a ovest al centro della contea. Altri fiumi sono Little Spokane, Latah Creek, Cable Creek e Saltese Creek.
Nella contea si trova la Riserva Spokane. Le aree protette presenti sono Dishman Hills Natural Conservation Area, Riverside State Park, Riverfront Park e Manito Park, oltre all'area protetta nazionale Turnbull National Wildlife Refuge.
Spokane è la seconda città più abitata dello Stato ed è sede dell'Università Gonzaga, oltre ad avere un campus dell'Università statale del Washington. A Cheney ha invece sede l'Eastern Washington University.

### Contee confinanti
- Contea di Pend Oreille – nord
- Contea di Bonner (Idaho) – nord-est
- Contea di Kootenai (Idaho) – est
- Contea di Benewah (Idaho) – sud-est
- Contea di Whitman – sud
- Contea di Lincoln – ovest
- Contea di Stevens – nord-ovest

### Laghi e bacini idrici
- Medical Lake
- West Medical Lake
- Liberty Lake
- Newman Lake
- Shelley Lake

### Montagne
- Mount Spokane
- Mica Peak
- Krell Hill

## Storia
La contea fu fondata nel 1858 e fu chiamata così per i nativi omonimi. Fu annessa alla contea di Stevens nel 1864 e ricostituita nel 1879.

## Comuni

### Cities
- Airway Heights
- Cheney
- Deer Park
- Liberty Lake
- Medical Lake
- Millwood
- Spangle
- Spokane (capoluogo)
- Spokane Valley

### Towns
- Fairfield
- Latah
- Rockford
- Waverly

### Census-designated places
- Country Homes
- Fairchild Air Force Base
- Fairwood
- Four Lakes
- Mead
- Otis Orchards-East Farms
- Town and Country

### Città fantasma
- Babb
- Coey
- Darknell
- Dragoon
- Freedom
- Geib
- Hite
- Lyons
- Mock
- North Pine
- Rahm
- Rodna
- Saxby
- Scribner
- Wallner

## Trasporti
- Interstate 90
- U.S. Route 2
- U.S. Route 195
- U.S. Route 395
- State Route 27
- State Route 206
- State Route 290
- State Route 291
- State Route 902
- State Route 904